# Joseph Deters
Joseph Deters (* 21. Mai 1887 in Handrup; † 13. Februar 1958 ebenda) war ein deutscher links-katholischer Politiker zur Zeit der Weimarer Republik.
Deters, der katholischer Konfession war, gründete 1919 den Verband christlicher Heuerleute, Kleinbauern und Pächter (VCH). Die Konflikte um die Heuerverträge (siehe Heuerlingswesen) führten zu einem beträchtlichen Zulauf zum VCH, der sich daraufhin entschloss, Anfang 1920 Deters als hauptamtlichen Geschäftsführer einzustellen. Vereinsvorsitzender wurde Heinrich Kuhr.
1920 fühlten sich die emsländischen Heuerleute von der Zentrumspartei aufgrund der starken Präsenz von Großbauern in den regionalen Führungsgremien politisch vernachlässigt. Deters kandidierte im Wahlkreis Lingen bei der Provinziallandtagswahl am 21. Februar 1921 auf einer eigenen Liste „Heuerleute“ und wurde in den Provinziallandtag der Provinz Hannover gewählt. Deters gründete nun mit Franz Hüskes die linkskatholische Splitterpartei Christlich-Soziale Volksgemeinschaft. Unter Leitung von Deters wurde die Partei bei der Reichstagswahl vom Mai 1924 zwar zweitstärkste Partei im Emsland, ein Mandat im Reichstag wurde aber nicht erreicht. 1925 schloss sich die Christlich-Soziale Volksgemeinschaft der Christlich-Sozialen Reichspartei an. Nach dem Niedergang der Christlich-Sozialen im Emsland trat Deters nicht mehr parteipolitisch hervor. Der VCH einigte sich politisch mit der Zentrumspartei und der Vorsitzende Heinrich Kuhr zog 1925 für das Zentrum in den Hannoverschen Provinziallandtag ein.